# 3,7-cm-Grabenkanone Krupp
Die 3,7-cm-Grabenkanone Krupp war ein deutsches, behelfsmäßig gebautes Geschütz für die Infanterie in den vordersten Gräben im Ersten Weltkrieg.

## Entwicklung
Um ein leichtes, schnell einsatzfähiges und effektives Geschütz als Ergänzung zum 7,58-cm-leichten Minenwerfer an der Front zu haben, wurde bei der Friedrich Krupp AG die Entwicklung eines Grabengeschützes vorangetrieben. Dieses Geschütz sollte im direkten Schuss Maschinengewehre, Stahlschilde, Deckungen, Blockhäuser und ähnliche Strukturen bekämpfen oder durchschlagen.

## Produktion
Die Produktion dieses behelfsmäßigen Geschützes fand in den Werkstätten der Firma Krupp statt.

## Technische Beschreibung
Das Rohr des Grabengeschützes war das gleiche wie bei der 3,7-cm-Revolverkanone. Es hatte 12 Züge und eine Kaliberlänge von L/21,5. Der Verschluss war ein Bajonettverschluss mit Spannabzug.
Die Lafette war eine behelfsmäßige Minimalschartenlafette und bestand aus mehreren U-Eisen und Blechplatten. Sie besaß eine einfache Höhenrichtmaschine, welche das Bodenstück des Rohres mit einer Richtsohle verband. Für die Frontseite der Kanone gab es zwei abnehmbare Schilde. Einen großen, für das Feuern aus offenen und einen kleinen für das Feuern aus geschlossenen Unterständen. Die Schilde gaben Schutz gegen Infanteriefeuer und Granatsplitter. Um das Geschütz im Boden verankern zu können, gab es zwei Sporne.
Die Visiereinrichtung bestand aus Kimme und Korn. Die Kimme konnte auf eine Entfernung von 0 bis 1400 m eingestellt werden. Durch eine Visierklappe konnte die Seitenabweichung des Geschosses abgeschaltet werden. Ein Spiegel diente dem Richtkanonier dazu, auf Kimme und Korn zu schauen aber dennoch vor feindlichem Feuer geschützt zu sein. Es hatte eine Panzerstärke von 13 mm. Das kleine Schild wog 25 kg, das große Schild 45 kg.
Als Munition wurde eine 455 g schwere Granate mit 40 g Sprengladung und einem Aufschlagzünder genutzt. Diese konnte maximal 1500 m weit geschossen werden. Das Geschoss verließ das Rohr mit einer Geschwindigkeit von 400 m/sek.

## Einsatz
Zum Einsatz kam dieses Geschütz bei den Infanteriegeschütz-Batterien der Infanterie-Regimenter. Diese wurden ab Mai 1916 aufgestellt. Dabei hatte jede Batterie sechs dieser Grabenkanonen, welche später durch die 3,7 cm Sturmbegleitkanonen oder Kanonen mit dem Kaliber 7,6 cm ausgetauscht wurden. So gibt es ein Foto, auf dem Soldaten des Infanterieregiment 15 der 5. Armee mit diesem Geschütz zu sehen sind.